# Attalea brejinhoensis
Attalea brejinhoensis är en enhjärtbladig växtart som först beskrevs av Sidney Frederick Glassman, och fick sitt nu gällande namn av Scott Zona. Attalea brejinhoensis ingår i släktet Attalea och familjen Arecaceae. Inga underarter finns listade i Catalogue of Life.